# Théâtre d'Application
Le théâtre d'Application, plus connu sous le nom de La Bodinière, est une ancienne salle de spectacle parisienne située au 18, rue Saint-Lazare dans le 9e arrondissement.

## Historique

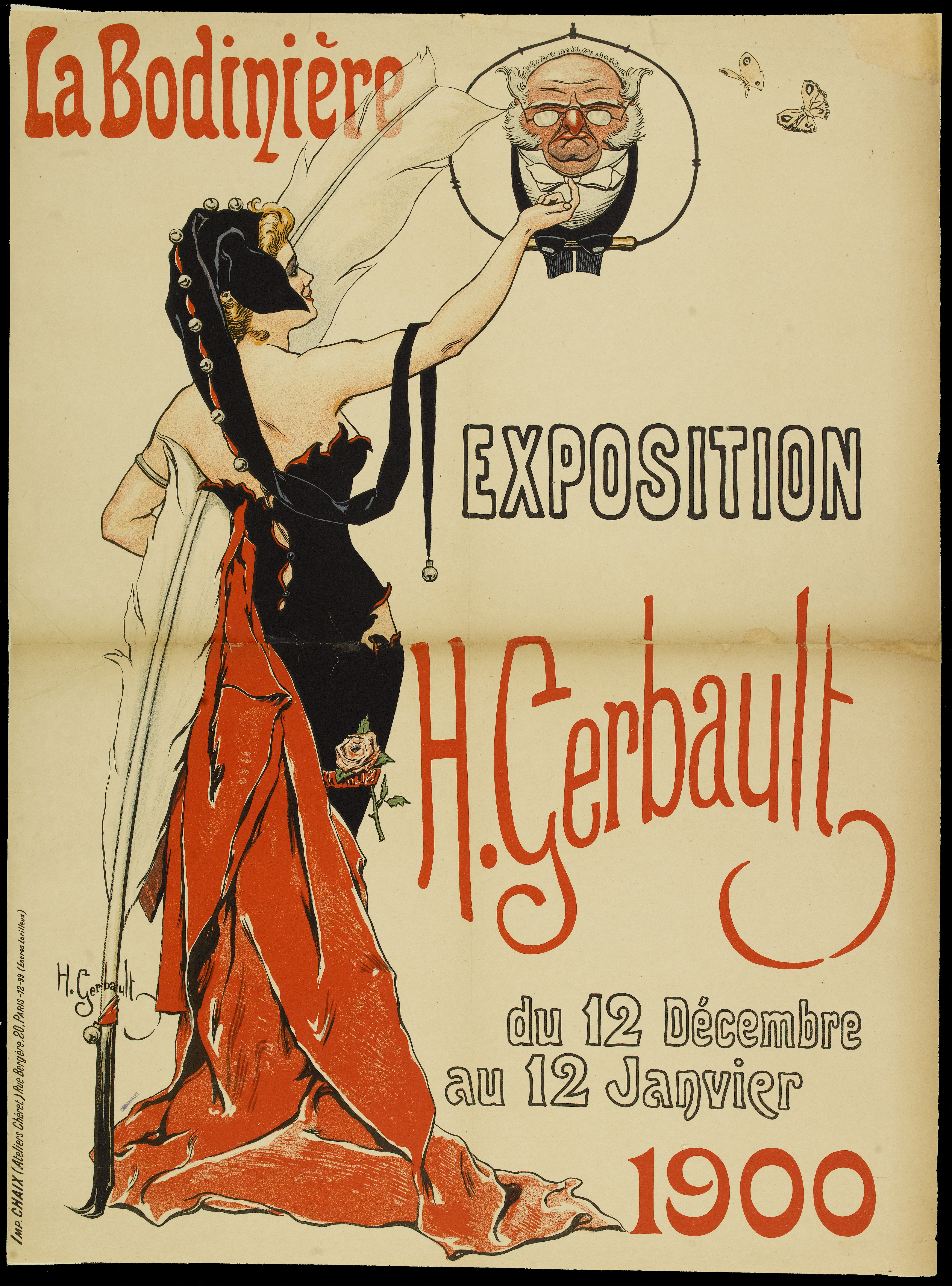
Affiche pour la Bodinière par Henry Gerbault, 1900.

En 1888, Charles Bodinier (1844-1911), secrétaire général de la Comédie-Française de 1882 à 1889, fonde cette salle pour permettre aux élèves du Conservatoire de se familiariser avec la scène. Après avoir racheté des immeubles voisins, il la transforme en véritable théâtre. En 1890 y sont créées les Matinées-causeries de la chanson qui réunissent tout ce que Paris compte alors comme chansonniers et chanteuses de café-concert. Yvette Guilbert s'y produit régulièrement à partir de 1891 et la salle est rapidement surnommée La Bodinière, clin d’œil à son créateur. Des expositions d'artistes sont organisées dans le couloir. De nombreuses conférences et des réunions mondaines sont données dans le théâtre.
Au début du XXe siècle, la fréquentation du théâtre décline. En septembre 1901, il devient le théâtre des Arts, puis en octobre 1902, le théâtre d'Art international créé par Georges Lieussou et Armand Bour.
En octobre 1903, la Nouvelle-Comédie est fondée par Léon Santin rapidement remplacé par Lucien Mayrargue. L'année suivante, la salle prend le nom de théâtre des Funambules sous la direction de Désiré Gouget mais l'expérience tourne court et s'arrête au bout de trois mois.
Les frères Mévisto, Auguste et Jules, reprennent alors le théâtre, rebaptisé pour l'occasion théâtre Mévisto, jusqu'à sa fermeture définitive en mai 1909.

## Répertoire

### Théâtre d'Application/Bodinière
- 1890 : Monsieur Dorine, comédie en 1 acte de Amélie Villetard (15 janvier)
- 1890 : L'Infidèle de Georges de Porto-Riche et Sauvetage, pièce en 1 acte de Gyp (19 avril)
- 1891 : Tamara de Tola Dorian (26 mai)
- 1892 : Daria d'Henri Amic
- 1892 : La Commère apprivoisée, revue en 3 actes de Maurice Froyez, avec Alexandre Michel (24 janvier)
- 1892 : Paris chez soi, revue en 1 acte de Jules Oudot et Marcel de Lihus (26 février)
- 1892 : L'Allumeur, pièce en 1 acte de Charles Esquier (mai)
- 1892 : Pour un baiser, comédie lyrique en 1 acte de Maurice Froyez (26 mai)
- 1892 : Paris-Forain revue en 1 acte de Delsperger (15 décembre)
- 1892 : Ludus Pro Patria pantomime en 1 acte de Henry Gerbault, musique Paul Marcelles (15 décembre)
- 1893 : Les Triporteurs drame en 3 actes d'Eugène Gugenheim (28 février)
- 1893 : Noblesse oblige de Gaston Arman de Caillavet (5 avril)
- 1893 : Très russe de Jean Lorrain et Oscar Méténier (3 mai)
- 1893 : Le Nez d'un notaire de  Charles Esquier
- 1893 : La Revanche de Marguerite, pantomime en 1 acte de Léon Gandillot
- 1894 : Histoire d'un Pierrot pantomime de Bessier, musique Mario Costa
- 1894 : Paris-bazar, revue en 1 acte de Pierre-Léon Flers (10 février)
- 1894 : A la chambrée, fantaisie militaire en 1 acte de Emmanuel Matrat et Fordyce (7 mars)
- 1894 : Le Locataire du sixième, vaudeville en 1 acte de Marc Sonal et Charles Baret (2 novembre)
- 1894 : Nos maris, vaudeville en 3 actes de André Lénéka et Louis Autigeon (10 novembre)
- 1894 : Pour un Rien ! saynète de Jean Berleux et Maurice Quentin-Bauchart (15 novembre)
- 1894 : La Peur des coups de Georges Courteline (14 décembre)
- 1895 : Chez le dentiste ! comédie en 1 acte de Louis Autigeon (10 mars)
- 1895 : La Vrille, comédie en 1 acte de Maurice Donnay (26 mars)
- 1895 : Autour de la lampe de Pierre-Léon Flers
- 1895 : Les Croix de Henri Lavedan
- 1896 : 108, rue Royale, comédie en 3 actes de Louis Autigeon et Aimé Ducrocq (19 janvier)
- 1896 : Les Sermons de Bossuet, lecture par Mounet-Sully (avril)
- 1896 : Le Château du Koenigsbourg de Félix Dupont
- 1896 : La Revue de Pierrot de Georges Tiercy
- 1896 : Coups de botte de Paul Daubry
- 1896 : Irrémédiable ! d'Ernest Vois
- 1896 : Deux mufles de Ernest Vois et Alin Monjardin
- 1896 : Méprise ! de Ernest Vois et Alin Monjardin
- 1896 : La Faute, comédie en 3 actes de Loriot-Lecaudey (4 décembre)
- 1896 : Bêtinois de Bayeux, comédie bouffe en 1 acte de Emmanuel Matrat et André Lénéka (20 décembre)
- 1897 : Bien gardée, 1 acte en vers de Marie-Anne de Bovet (17 janvier)
- 1897 : Ce vieux Gellier, comédie en 2 actes de Maurice Soulié et Charles Darantière (mars)
- 1897 : Haceldama, la mère de Judas, mystère en 1 acte de Léonce de Larmandie (16 mars)
- 1897 : Vers le sabbat, évocation de sorcellerie en 1 acte de Serge Basset (15 avril)
- 1897 : Ni r'vue ni connue de Miguel Zamacoïs (avril)
- 1897 : Paris-Gala de Elhein et Jean Mendrot (avril)
- 1897 : Dégénérés de Michel Provins (mai)
- 1897 : Le Marquis Turlupin, opéra-comique en 1 acte de Davin de Champclos et Joseph Jacquin, musique Gaston Meynard (18 mai)
- 1897 : L'École des flirts, comédie en 3 scènes de Michel Provins (décembre)
- 1897 : Voleur, amant ! comédie en 1 acte de Ernest Vois et Alin Monjardin (décembre)
- 1897 : Médée, tragédie en 3 actes et en vers de Jules Gastambide d'après Euripide et Sénèque (20 décembre)
- 1898 : Paris Smart de Victor Meusy
- 1898 : On demande un jeune ménage, comédie en 1 acte de Georges Docquois et Émile Marchais (4 mars)
- 1898 : Comme on fait son lit... comédie-proverbe en 1 acte d'Henry Drucker (10 mars)
- 1898 : Les Gauloises du Calvaire, poème dramatique en 3 actes d'Henri Guerlin (31 mars)
- 1898 : Pierrot assassin de sa femme
- 1898 : Pierrot préfet
- 1898 : Pierrette professeur
- 1898 : Les Images  comédie en 1 acte de Jacques Rouché
- 1899 : Le Miracle des fleurs, comédie en 1 acte d'Henri Giraud (18 janvier)
- 1899 : Le Médecin de son honneur drame en 3 actes de Léon Paris (13 février)
- 1899 : Sommeil Blanc, pantomime de Xavier Privas, musique de Louis Huvey (20 février)
- 1899 : Scrupules d'honneur, comédie en 1 acte de Victor Quatre-Solz de Marolles (23 mars)
- 1899 : L'Épingle, comédie en 1 acte de Eddy Lévis (5 avril)
- 1899 : La Marche au soleil poème de Léon Durocher, musique Georges Fragerolle, spectacle d'ombres chinoises
- 1899 : Paris à la mode de Quand de Victor Meusy et Georges Nanteuil
- 1900 : Mademoiselle Agnès, comédie en 1 acte d'Auguste Lescalier (2 janvier)
- 1900 : Paris de Georges Fragerolle
- 1900 : Il s'agit de s'entendre de Numa Blès (février)
- 1900 : Un homme difficile à marier de Nicolas Gogol (avril)
- 1900 : L'Affaire Duvau, fantaisie en 1 acte de Marc Langlais et Georges d'Angély (7 novembre)
- 1900 : Le Retour, comédie en 1 acte de Georges Bernès (1er décembre)
- 1901 : Incompatibilité d'humeur comédie en 1 acte de Michel Provins (9 janvier)
- 1901 : 40 minutes d'arrêts ! fantaisie en 1 acte de Jules Oudot et Georges Fragerolle (27 février)
- 1901 : Le Moulin d'amour, opéra-comique en un acte de Ch. Pariot, H. Chanteclair et G. Cuvelard (11 mai)
- 1901 : Jeanne d'Arc Épopée en quinze tableaux de Georges Fragerolle
- 1901 : Lourdes de Georges Fragerolle
- 1901 : La Défense du foyer en 4 actes de Paul Leleu
- 1901 : Les Aventures de Télémaque, opérette bouffe de Charles Lancelin, musique O.-V. Schiff
- 1901 : M. Et Madame Taste, 1 acte de Edmond Guiraud

### Théâtre des Arts
- 1901 : Le Droit du fils de J. Murit et La Chemise de A. Thivet (2 octobre)
- 1901 : Mondanités de Triboulet (5 novembre)
- 1902 : Nonoche, comédie en 1 acte de Marc Sonal (16 mars)
- 1902 : Spécialités pour divorces et L'Inspirée, comédies en 1 acte de Georges Lieussou (1er mai)

### Théâtre d'Art international
- 1902 : Alleluia de Marco Praga (22 octobre)
- 1903 : Jeunesse drame d'amour en 3 actes de Max Halbe (en), mise en scène Armand Bour (23 janvier)
- 1903 : Les Rozeno comédie en 4 actes de Camillo Antona Traversi, mise en scène Armand Bour (28 février)
- 1903 : Don Pietro Caruso drame en 1 acte de Roberto Bracco, mise en scène Armand Bour (16 mars)
- 1903 : Lucifer, drame en 4 actes de Enrico Annibale Butti, mise en scène Armand Bour (3 avril)

### Nouvelle-Comédie
- 1903 : Plus de frotteur ! comédie en 1 acte de Victor Joslat et Ernest Pont
- 1906 : Edgard l'est de Pierre Montrel, en lever de rideau[3].
- 1906 : Josiane Eymard, pièce de Jean Lorrain
- 1906 : La Donation d'Eugène Delard
- 1906 : 40 H.P. d'André de Lorde
- 1906 : La Victime ou L'Affaire de l'impasse des trois poulets d'André de Lorde, Michel Carré et Jean Marsèle,23 février

### Théâtre Mévisto
- 1904 : Les Messes noires, reconstitution dramatique en 3 parties et 4 tableaux de Roland Brévannes (17 février)
- 1904 : La Proie, pièce sociale en 1 acte d'Auguste Cuche (27 février)
- 1904 : Les Accordailles, pièce en 1 acte de Pierre Bossuet (24 décembre)
- 1905 : Pierrot poète par amour, pièce en 1 acte de G. Verdier-Havart de Neyran (22 mai)
- 1905 : La Nuit rouge de Charles Foleÿ et André de Lorde (novembre)
- 1907 : La Duègne apprivoisée comédie lyrique en 1 acte de Tristan Klingsor (11 février)
- 1908 : Les Trois Masques drame en 1 acte de Charles Méré (26 avril)

- Le Paradis gagné de Paul Weil
- Quatre-vingt-treize bis revue de Paul Weil et Armand Allexandre
- Les Stances à Manon d'Émile Bessière, La Bodinière
- Lunaires de Jean Lorrain, La Bodinière
- Cantomimes de Xavier Privas, La Bodinière
- L'Éclipse, pièce en 1 acte d'Auguste Germain
- La Passion d’Edmond Haraucourt
- Paris au pied du mur de Jules Oudot, Henry de Gorsse
- Little Baltich de Jules Oudot, avec Louise Balthy
- Pour qui s'embalthy, avec Louise Balthy
- De fil en aiguille, comédie en 4 actes de Léon Gandillot
- La Diva en tournée, comédie en 1 acte de Léon Gandillot
- Les Ciel de France de Catulle Mendès

## Expositions d'artistes plasticiens
À compter de 1894, La Bodinière fut un lieu ouvert à des expositions organisées dans ses locaux (hall, couloirs). On y trouvait à l'achat peintures, dessins, gravures, lithographies, et photographies. Certains artistes exposèrent là pour la première fois.
- 1894 : exposition de l'œuvre dessiné et peint de T.A. Steinlen.
- 1895 et 1896 : exposition de 12 Femmes pastellistes (dont la moitié sont membres de l'Union des femmes peintres et sculpteurs)[5].
- 1896 : exposition de Mlle Verbœckhoven, Lavot, Liot et E. Mesples[6].
- 1900 : exposition du dessinateur Henry Gerbault.
- de 1899 à 1902 : « Les XII à la Bodinière », exposition commune d'œuvres par douze artistes femmes de différentes nationalités, dont Julia Beck et Maria Slavona[7].

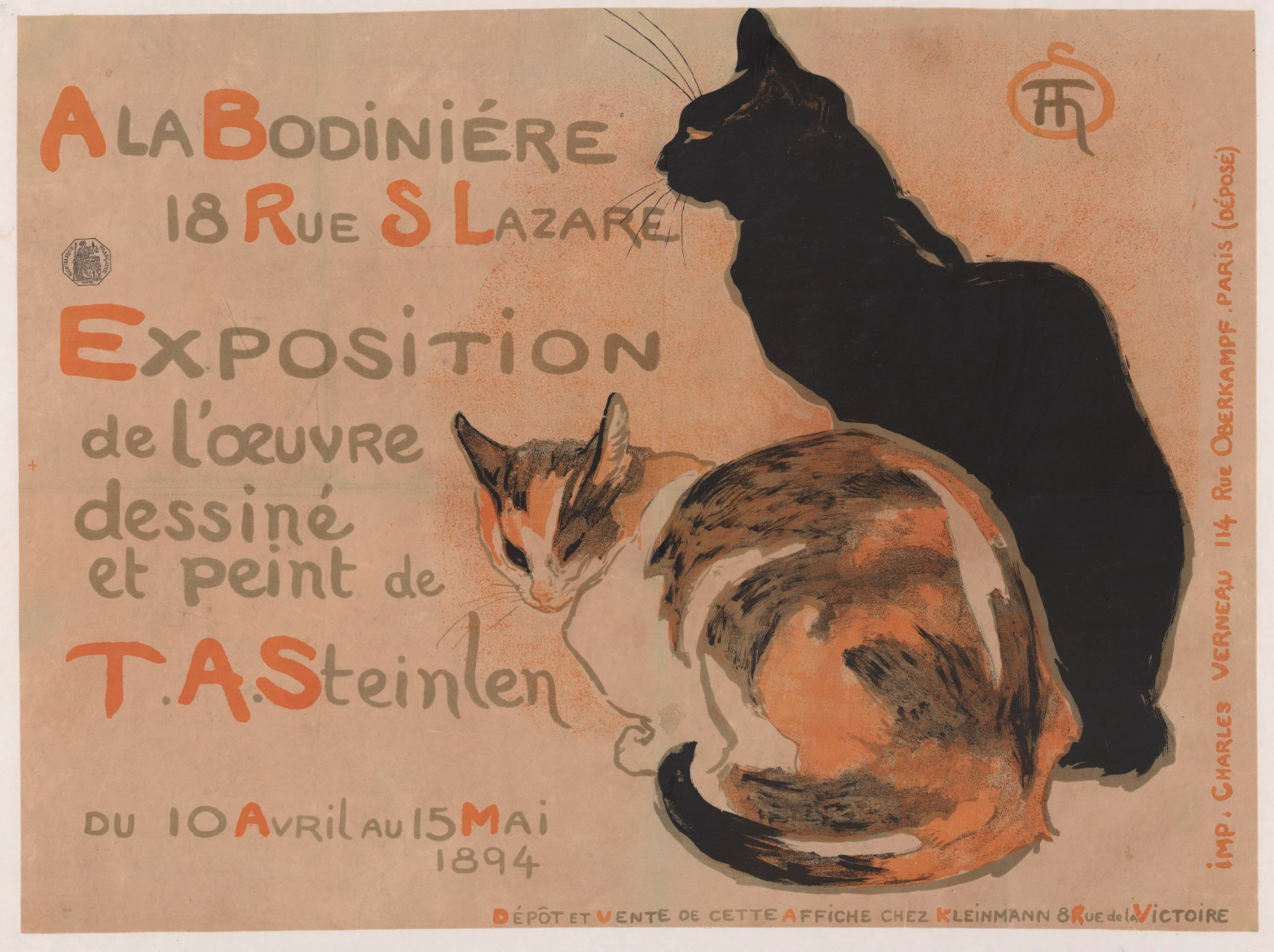
Exposition de Steinlen (1894).
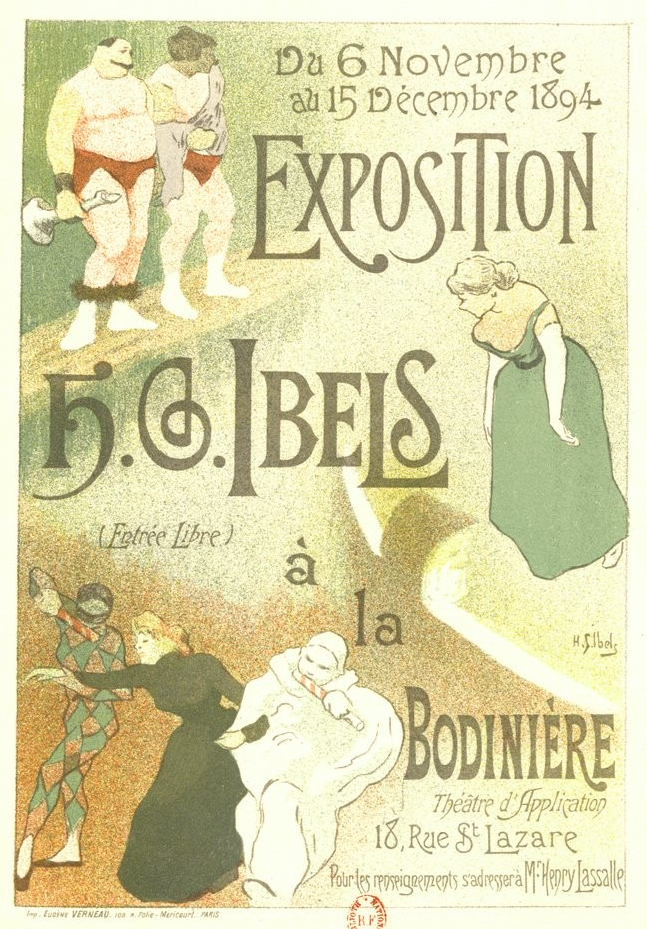
Exposition de Henri-Gabriel Ibels (1894).
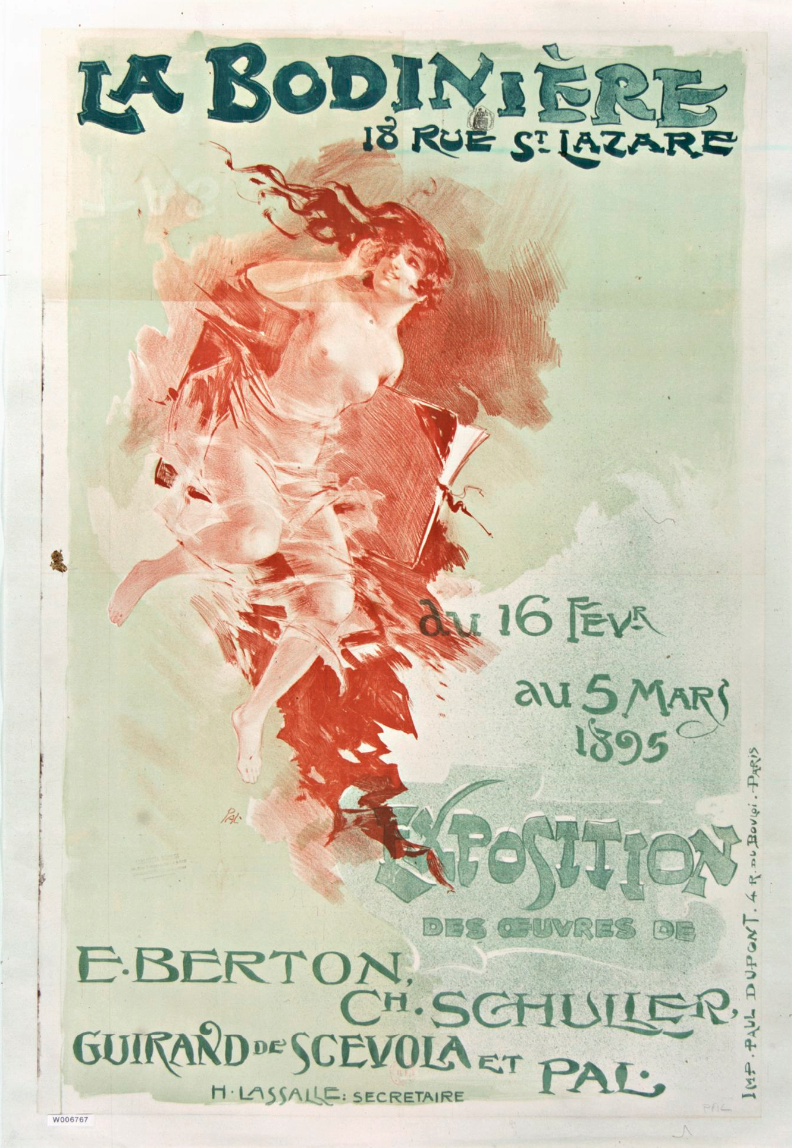
Exposition de Berton, Guirand de Scévola, Pal et Ch. Schuller (1895).
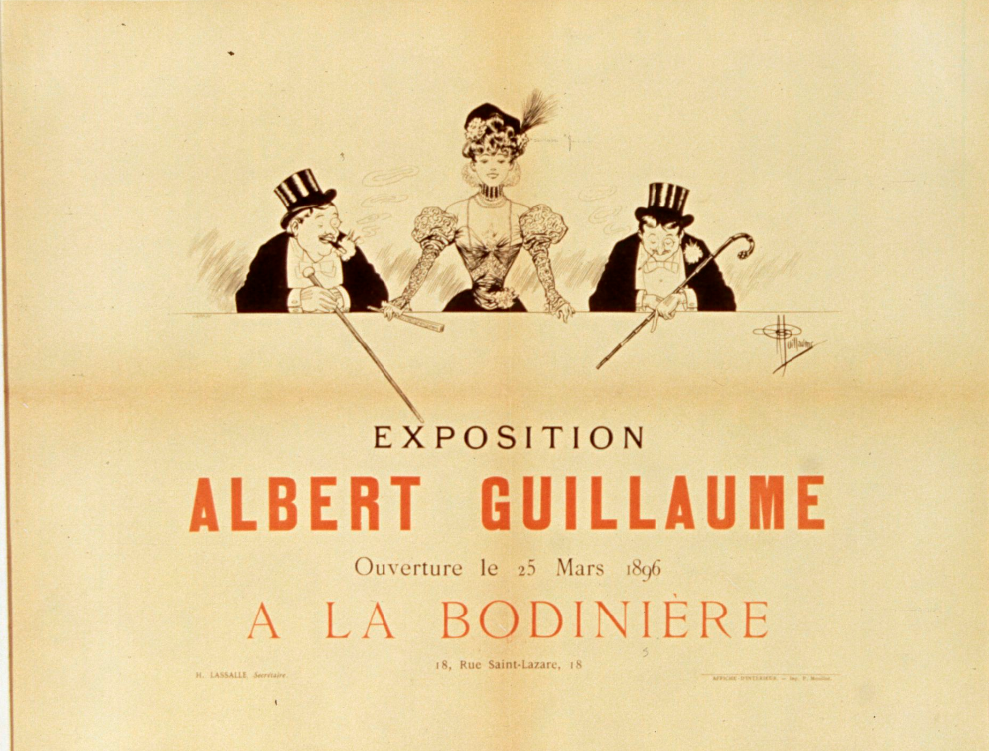
Exposition Albert Guillaume (1896).
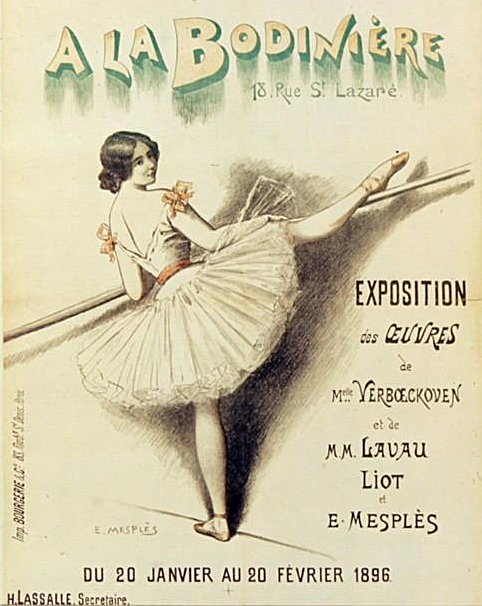
Exposition de Paul-Eugène Mesplès (1896).
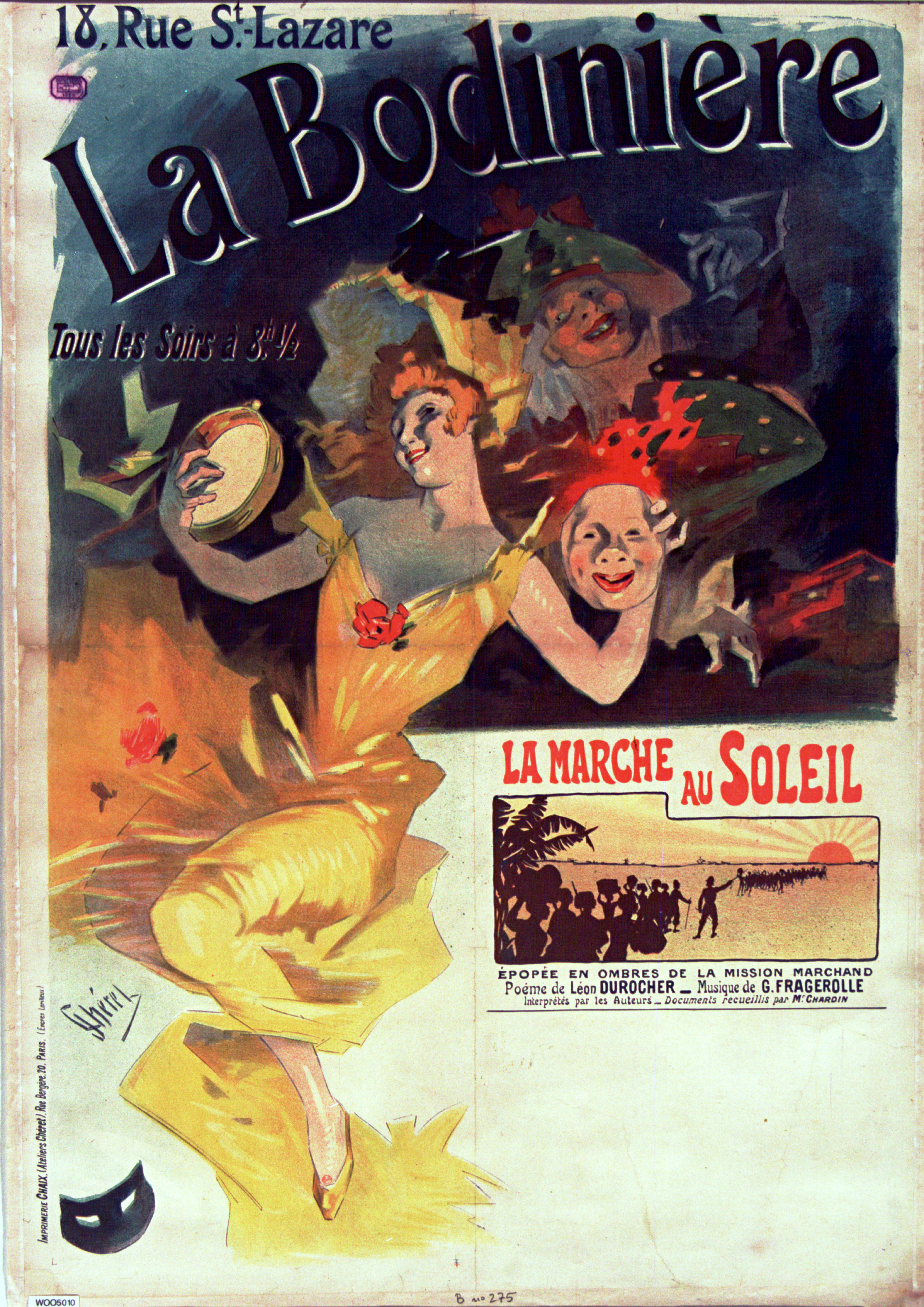
La Marche au soleil, épopée en ombres de la mission Marchand (1900).
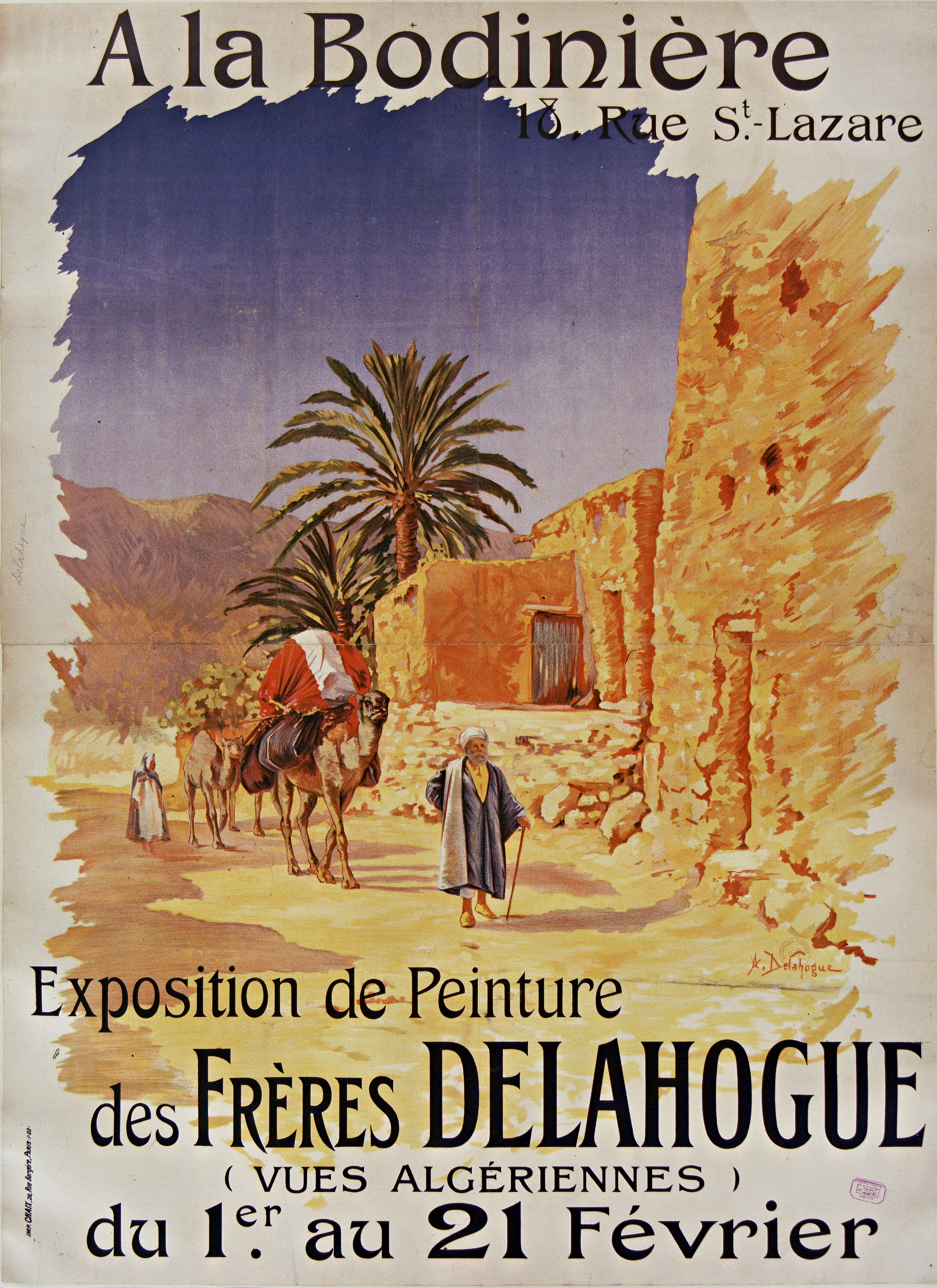
Exposition des frères Delahogue (1908).